# Krúdy Gyula utca
Krúdy Gyula utca est une rue de Budapest, située dans le quartier de Palotanegyed (8e arrondissement).